# Самедова, Ваджия Али кызы
Ваджия Али кызы Самедова (азерб. Vəcihə Əli qızı Səmədova; 1924, Баку — 1965, там же) — азербайджанский советский художник, Заслуженный деятель искусств Азербайджанской ССР (1965), известная в основном своими портретами, а также пейзажами, натюрмортами и тематическими полотнами. Выпускница Московского художественного института имени В. И. Сурикова. Созданные Самедовой портреты отличаются тем, что фигуры на них не застывшие, а как бы находятся в движении. Имя Самедовой носит Выставочный салон в Баку.

## Жизнь и творчество
Ваджия Али кызы Самедова родилась 24 ноября 1924 года в Баку в семье кондитера Кербалаи Али и домохозяйки Рубабы Самедовых. Отец Самедовой Кербалаи Али был азербайджанцем из Карса. Он вместе с братом переехал в Эривань, а оттуда в Баку, где, в квартале Ичери-шехер, познакомился с Рубабой, переехавшей в Баку вместе с семьей из иранского города Кум. У супружеской пары были и другие дети, но в живых остались лишь Ваджия и её сестра Солмаз.
В 1944 году окончила Азербайджанскую государственную художественную школу им. А. Азимзаде, а в 1951 — Московский художественный институт имени В. И. Сурикова. Дипломной работой художницы стал групповой портрет композиторов Азербайджана.
Ваджия Самедова работала в основном над портретами, пейзажами и тематическими табло. Образы своих современников она создала в таких портретах, как «Актриса Л. Бедирбейли» (1954), «Герой Социалистического Труда С. Керимова» (1957), «Геолог М. Мамедбейли» (1959), «Дважды Герой Социалистического Труда Ш. Гасанова» (1960), «Скульптор Г. Абдуллаева» (1964) и др.
Самедова много ездила по республике. Богатым национальным колоритом, лаконичностью и ясностью композиции отличаются её пейзажи и тематические табло, среди которых имеются такие, как «Азербайджанский композиторы» (1951), «Песня» (1956), «На берегу Гёйгёля» (1957), «На берегу Куры» (1961), «В ожидании вести» (1963), «Геологи» (1965).
Помимо творческой деятельности, Ваджия Самедова занималась также общественной и педагогической деятельностью. Произведения Самедовой выставлялись также на зарубежных выставках, организованных в Вене, Каире, Бейруте, Варшаве, Берлине, Будапеште, Софии и других городах. В 1962 году Самедовой была выдана отдельная мастерская.
Скончалась Самедова 24 октября 1965 года в Баку от продолжительной болезни. По собственному желанию была похоронена на общем мусульманском кладбище. В конце 1966 года в Баку, в Художественном салоне Союза художников Азербайджана, открылась посмертная выставка работ художницы. На выставке было собрано около 200 работ Самедовой: портреты, жанровые картины, пейзажи, натюрморты, работы маслом, акварелью, пастелью, карандашом.
Произведения Самедовой хранятся в Национальном музее искусств Азербайджана в Баку и других музеях республики. В Баку существует Выставочный салон имени Ваджии Самедовой (бывший Художественный салон Союза художников Азербайджана).

## Анализ творчества

### Портреты
Несмотря на то, что Самедова работала в нескольких жанрах, известность она приобрела именно как портретист. По словам искусствоведа Расима Эфендиева, в произведениях Ваджии Самедовой отражается, как яркий талант, так и огромная энергия и трудоспособность художницы. Наиболее важно для Самедовой, согласно Эфендиеву, было раскрыть своеобразный характер портретируемого, что чувствуется не только в станковых портретах, но и в небольших этюдах, сделанных художницей для картин. Самедова проявила себя как портретист уже в своей дипломной работе (1951), на которой изобразила группу азербайджанских композиторов в момент дружеского обсуждения.

Портрет актрисы Лейлы Бедирбейли. 1954. Национальный музей искусств Азербайджана, Баку

Примерами работ, в которых Самедова показала себя хорошим портретистом, создавшим средствами живописи своеобразные характеры, Эфендиев называет портреты Бедирбейли, хлопкоробки Суреи Керимовой, Шамамы Гасановой, геолога Миниры Мамедбейли (1961), дочери Фатимы (1964). Искусствоведы Нуреддин Габибов и Мурсал Наджафов называют портрет Лейлы Бедирбейли удачей Самедовой. По словам авторов, данная работа написана легко и смело, с зрелым живописным мастерством. Хорошо найдено в портрете, согласно искусствоведам, мечтательно-задумчивое выражение лица, а тонкие цветовые отношения серого и чёрного тонов платья и серебристого фона удачно подобраны. Эту работу Самедова выполняла в доме актрисы. а в процессе писания создала десятки эскизов.
У Ваджии Самедовой, как отмечает Эфендиев, имелся свой собственный подход к работе над портретами. Так, для каждого портрета она создавала пять-шесть этюдов, изображала портретируемого в различной обстановке. В некоторых случаях между первым её этюдом с натуры и окончательным вариантом этого же портрета протекало более двух-трёх лет.
Несмотря на то, что её портреты были написаны с конкретных лиц (хлопкоробов, доярок и т. д.), носили они обычно обобщённый характер. художник избегала изображения атрибутов производства. Через характер портретируемого Самедова передавала то, что хотела сказать о человеке. К примеру, в портрете хлопкоробки Суреи Керимовой Самедова изобразила своего героя в непринужденной позе, стоящей у забора. В этом произведении, по словам Эфендиева, Самедовой удалось удачно найти позу и зафиксировать переходный момент движения. Особую динаминость и привлекательность портрету, согласно Эфендиеву, придёт то, что, глядя на портрет у зрителя создается впечатление, что Керимова стояла у забора и смотрела вперед, но вдруг на минуту повернулась к зрителю.
Особенно жизненными и правдоподобными, как отмечает Эфендиев, делают портреты Самедовой не застывшие, а как бы находящиеся в движении фигуры. Отличалась Ваджия Самедова и манерой письма. Благодаря широким и размашистым мазкам Самедовой удавалось как создавать фигуру человека, так и постепенно поворачивать её своим движением к зрителю.

### Пейзажи, натюрморты и тематические полотна
В таких пейзажах, как «Гора Кяпаз», «Мавзолей Низами» (1956), «В окрестностях Мингечаура» (1957), «На озере Гёк-Гель» (1958), «В окрестностях Дашкесана» (1965), много, по словам Расима Эфендиева, ликующей бодрости.
Из-за того, что Самедова страдала неизлечимой болезнью, она иногда не могла писать и особенно ездить и работать на открытом воздухе. Но даже в тех работах, которые написаны в мастерской, согласно Эфендиеву, чувствуется та же «солнечная свежесть живописи и оптимизма». Примерами таких произведений Эфендиев называет натюрморты «Фрукты», «Айва» и др., в которых художница восторгается красотой и щедростью природы.
Портрет является доминирующей частью композиции и в тематических полотнах Самедовой, например, в таких работах, как «В ожидании», «Песни», «На берегу Куры», «В ожидании вести».
Одна из последних работ Самедовой, написанная в 1963 году «В ожидании вести» отличается необычным для творчества художницы драматизмом. В суровых образах девочек, которые ожидают возвращения своих отцов-рыбаков с моря, Самедовой удалось передать стойкость, терпение и в то же время напряженность и скрытую тревогу. Согласно сохранившимся подготовительным материалам, больше всего Самедова трудилась над ключевыми образами картины, фигурами двух девочек. Много этюдов к этим фигурам сохранилось в мастерской Самедовой, обозревая которые, становится ясно, как в процессе работы над произведением менялись их образы и характер. Фигуры девочек, земля, а также разбросанные штормом лодки по воей живописной лепке плотны, сочны и материальны.

## Личная жизнь
В 1944 году Ваджия Самедова вышла замуж за художника Лятифа Фейзуллаева. В 1945 году у пары родился сын Ниджат, ставший впоследствии кинорежиссёром. В 1955 году на свет появилась дочь Фатима.